# Hamada Nampiandraza
Hamada el Moussa Nampiandraza (* 8. Juli 1984) ist ein madagassischer Fußballschiedsrichter.

## Karriere
Auf internationaler Ebene leitete er in der Saison 2010/11 erstmals eine Partie in der Qualifikation für den Afrika-Cup 2012. Beim Afrika-Cup 2012 selbst, pfiff er ein Gruppenspiel. Zudem kam er in der Saison 2011/12 erstmals in der CAF Champions League zum Einsatz. Auch beim Afrika-Cup 2013, 2015 und 2017 leitete er jeweils ein Spiel der Gruppenphase. Er leitete auch den CAF Super Cup 2016. Danach war er bei keinem größeren Turnier mehr aktiv.
Als Gastschiedsrichter leitete er zudem am 9. März 2019 noch eine Playoff-Partie der Indian Super League. Das Spiel zwischen dem Mumbai City FC gegen den FC Goa endete 1:5.